# Гленам (Јужна Дакота)
Гленам (енгл. Glenham) град је у америчкој савезној држави Јужна Дакота.

## Демографија
По попису из 2010. године број становника је 105, што је 34 (-24,5%) становника мање него 2000. године.
| Група             | 2000.       | 2010.      |
| Белци             | 129 (92,8%) | 99 (94,3%) |
| Афроамериканци    | 0 (0,0%)    | 0 (0,0%)   |
| Азијати           | 1 (0,7%)    | 0 (0,0%)   |
| Хиспаноамериканци | 2 (1,4%)    | 3 (2,9%)   |
| Укупно            | 139         | 105        |